# 후나모토 고지
후나모토 고지(일본어: 船本 幸路, 1942년 8월 12일 ~ )는 일본의 전 축구 선수이다.

## 국가대표팀 경력
그는 1967년 하계 올림픽 예선에 참가할 일본 국가대표팀에 발탁되었으며, 9월 27일 필리핀와의 경기에서 데뷔했다. 1970년 아시안 게임에도 출전했다. 그는 1975년까지 국제 A매치 통산 19경기에 출전했다.

## 통계
| 일본 | 일본 | 일본 |
| 연도 | 출전 | 득점 |
| ---- | ---- | ---- |
| 1967 | 1    | 0    |
| 1968 | 1    | 0    |
| 1969 | 1    | 0    |
| 1970 | 1    | 0    |
| 1971 | 0    | 0    |
| 1972 | 5    | 0    |
| 1973 | 2    | 0    |
| 1974 | 0    | 0    |
| 1975 | 8    | 0    |
| 통산 | 19   | 0    |